# Parafia Matki Bożej Wspomożenia Wiernych w Broczynie
Parafia pw. Matki Bożej Wspomożenia Wiernych w Broczynie – parafia rzymskokatolicka należąca do dekanatu Barwice, diecezji koszalińsko-kołobrzeskiej, metropolii szczecińsko-kamieńskiej.
Utworzona 24 sierpnia 1999 r.

## Miejsca święte

### Kościół parafialny
- Kościół pw. Matki Bożej Wspomożenia Wiernych w Broczynie[1]
- Kościół parafialny został zbudowany w 1980 roku jako rotunda[1].

### Kościoły filialne i kaplice
- Kościół pw. Wniebowzięcia Najświętszej Maryi Panny w Czarnych Małych[1]
- Kościół pw. Chrystusa Króla w Machlinach[1]

## Obszar parafii
Na terenie parafii znajdują się:
- Dom Młodzieży im. św. Jana Bosko[1],
- Gimnazjum Salezjańskie – Studium Zawodowe[1].

### Miejscowości i ulice
W granicach parafii znajdują się miejscowości:

- Broczyno,
- Byszkowo,
- Czarne Małe,
- Dębniewice,
- Dobrzyca Mała,
- Kamienna Góra,
- Knieje,
- Kosin,
- Łysinin,
- Machliny,
- Miłkowo,
- Motarzewo,
- Nowa Wieś,
- Trzciniec
- Turze.